# The Jam

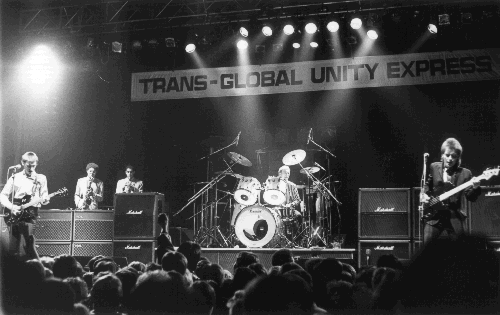
The Jam in 1982

The Jam was een Britse groep bestaande uit zanger-gitarist Paul Weller, bassist-zanger Bruce Foxton en drummer Rick Buckler. The Jam was een van de populairste punkbands aan het eind van de jaren 70. De groep stond bekend om hun melodieuze punkmuziek, met een typisch Engelse uitstraling (modstijl). De teksten van The Jam idealiseerden het typische Engeland, net als bijvoorbeeld The Kinks. Hierin onderscheidde The Jam zich van stijl- en tijdgenoten als The Clash en de Sex Pistols, die meer opriepen tot progressieve veranderingen (The Clash) of vernietiging (Sex Pistols).

## Biografie

### Beginperiode
The Jam wordt in 1972 in Woking opgericht door Paul Weller en Steve Brookes die aanvankelijk als duo optreden. Al snel krijgen ze versterking van gitarist Dave Waller en drummer Nigel Harris; John Weller, Pauls vader, wordt hun manager. Nigel Harris wordt in 1973 vervangen door Paul Buckler die om begrijpelijke redenen zijn naam in Rick verandert. Dave Waller schrijft liever poëzie dan dat hij muziek maakt en houdt het in 1974 voor gezien. Bruce Foxton neemt zijn plaats in. Als ook Steve Brookes in 1975 opstapt wegens muzikale meningsverschillen gaat The Jam verder als trio. Weller ontdekt The Who en besluit om de band van een nieuw imago te voorzien. Omdat Woking hen niet veel mogelijkheden biedt verhuist het drietal in 1976 naar Londen op het moment dat de punkgolf uitbreekt.

### In the City
The Jam tekent een contract bij Polydor en brengt eind april 1977 hun debuutsingle In the City uit; vlak daarna verschijnt het gelijknamige debuutalbum met korte en harde punksongs in de stijl van The Clash en de Sex Pistols, maar ook invloeden van The Who en soullabels Motown, Stax en Atlantic. Andere bekende nummers van dit album zijn Away From The Numbers, Bricks & Mortar en Art School. De tweede single die The Jam uitbrengt is All Around The World dat niet op In the City voorkomt omdat de band geen albums wil uitmelken.

### This Is the Modern World
In november 1977 verschijnt This Is the Modern World; dit haastig opgenomen tweede album wordt door de pers afgedaan als inspiratieloos en ondermaats. Weller geeft toe dat hij de teugels heeft laten vieren en dat hij meer energie in zijn liefdesrelatie (met Gill Price) heeft gestoken dan in de band. Vandaar dat het door Foxton gezongen News Of The World de volgende single wordt.

### All Mod Cons
Als de demo's voor een in 1978 op te nemen album worden afgekeurd keert Weller tijdelijk terug naar Woking waar hij de nummers schrijft die op All Mod Cons komen te staan. Dit lovend ontvangen album, dat in november van dat jaar wordt uitgebracht, bevat meer complexe en melodieuze songs en is meer pop georiënteerd met nummers als Down in the Tube Station at Midnight dat tevens een hit wordt.

### Setting Sons
De rij hits wordt in 1979 voortgezet met Strange Town en When You're Young. Eton Rifles wordt de eerste top 10-hit. Dit nummer is afkomstig van Setting Sons, oorspronkelijk bedoeld als een conceptalbum over drie jeugdvrienden die uit elkaar groeien getuige Thick As Thieves, Little Boy Soldiers, Saturday's Kids en Burning Sky. Organist Mick Talbot, met wie Weller later samenwerkt in The Style Council, verleent zijn medewerking.

### Sound Affects
In maart 1980 scoort The Jam voor het eerst een nummer 1 hit met Going Underground. De band is op dat moment op tournee in de Verenigde Staten en zegt meteen de resterende concerten af om het nummer in Top of the Pops te playbacken. Weller ontdekt Joy Division en verdiept zich in spiritueel-intellectuele boeken; de weerslag hiervan is te horen op Sound Affects dat in november uitkomt. De voorafgegane single Start (volgens de pers een rip-off van het Beatles-nummer Taxman) wordt de tweede nr 1-hit.
1981 is voor Jam-begrippen een vrij rustig jaar; in de zomer verschijnt Funeral Pyre, een single die bewust is ondergeproduceerd. Weller moet niks hebben van de New Romantics die aan populariteit winnen ("Net het decadente Rome"), maar als hij hoort dat ze met regelmaat soul-avonden houden, is zijn nieuwsgierigheid toch gewekt. Zijn hernieuwde kennismaking met deze muziek resulteert in Absolute Beginners (vernoemd naar het boek van Colin MacInnes). Deze single, waarop de band voor het eerst samenwerkt met blazers Steve Nichol en Keith Thomas, is een voorbode van de richting die Weller de komende jaren zal inslaan.

### The Gift
In februari 1982 scoort The Jam alweer de derde nummer 1 met het Motown achtige Town Called Malice dat zelfs een internationale hit wordt . Een maand later komt ook het album The Gift vanuit het niets op een. Hierop experimenteert de band niet alleen met soul, maar ook met funk, en zelfs calypso (The Planner's Dream Goes Wrong). Steve Nichol, Keith Thomas en organist Jimmy Telford vergezellen het drietal tijdens de 60 data tellende wereldtournee die eind april Nederland en België aandoet.
The Jam zit nu op het hoogtepunt van hun roem, maar ook aan het plafond van hun kunnen. Weller wil de soulexperimenten verder uitdiepen maar het keurslijf van The Jam leent zich daar niet voor, en omdat hij niet jarenlang wil voortborduren op de huidige successen besluit hij om ermee te stoppen. Eigenlijk zou de split pas op 5 november 1982 worden onthuld tijdens de eerste uitzending van het muziekprogramma The Tube, maar nadat het nieuws een week van tevoren uitlekt komt Weller met een officiële persverklaring waarin hij uitlegt dat The Jam alles heeft bereikt wat er te bereiken valt. "Ik wil niet dat we een zielige vertoning worden zoals al die ouwelullenbands, ik wil waardig afscheid nemen".
En als afscheid wordt de single Beat Surrender uitgebracht, de vierde nummer 1-hit). Live retrospectief Dig The New Breed wordt echter van de eerste plaats afgehouden door wijlen John Lennon. De band gaat nog eenmaal op tournee waarvan de vijf concerten in Wembley Arena het middelpunt vormen. Op 11 december 1982 valt in Brighton het doek voor The Jam; acht dagen later komen de drie leden nog eenmaal samen tijdens de laatste Kerstborrel in de Fulham Greyhoud).

### Rick Buckler & Bruce Foxton solo
Bruce Foxton neemt een single op met Jake Burns van het eveneens in 1982 gesplitte Stiff Little Fingers waarna hij solo gaat. Tijdens een optreden in de Londense Hammersmith Odeon komt het bijna tot een Jam-reünie; zowel Buckler als Weller zijn aanwezig maar een goed gesprek zit er net niet in. In 1984 verschijnt Foxtons eerste soloalbum (Touch Sensitive) op Arista en scoort hij een Engelse top 40-hit met This Is The Way.
Ondertussen timmert Rick Buckler aan de weg met Time UK, een band die hij heeft samengesteld uit jamsessies. 
In 1986 nemen Foxton en Buckler samen met ex-Time UK-zanger Jimmy Edwards een single op als Sharp. Ze willen niet als de nieuwe Jam worden gezien. Hun vervolgproject (Transposed Men) mislukt omdat hun twee nieuwe compagnons al snel weer afhaken.
Foxton treedt weer solo op en speelt in 1988 mee op een album van The Rhythm Sisters. Daarna sluit hij zich aan bij Stiff Little Fingers en wordt de Jam-klassieker Smithers-Jones (B-kant van When You're Young) in hun set opgenomen. Foxton blijft bij SLF tot 2006 als bassist/zanger/manager.
Buckler wordt manager van/invaldrummer bij The Highliners en runt z'n eigen studio die hij echter moet verkopen om een hoge belastingschuld te betalen. In 1992 zegt Buckler de muziek vaarwel en gaat hij meubels repareren; deze carrière-move wordt later gedocumenteerd voor het televisieprogramma After They Were Famous.

### The Jam: Our Story
Foxton en Buckler zijn verbitterd door de manier waarop The Jam uit elkaar is gegaan en geïrriteerd door de bijzonder subjectieve schrijfwijze die de met Weller bevriende muziekjournalist Paolo Hewitt hanteert in The Jam: A Beat Concerto (1983) en de hoestekst van het rariteitenkabinet Extras (1992). Vandaar dat ze in 1993 in samenwerking met Alex Ogg The Jam: Our Story uitbrengen. Weller is niet blij met dit boek en de bijbehorende promotiecampagne, om nog maar te zwijgen van een dreigende rechtszaak wegens achterstallige royalty's. In 1995 zegt hij in een interview "Die twee lopen tegen de pers te klagen over onbeantwoorde Kerstkaarten. Ik heb die uitspraak (van Bruce) gelezen en het is overduidelijk dat ze het niet van zich kunnen afzetten. Het is nu dertien jaar (dat we uit elkaar zijn)".

### The Gift/From The Jam
In 2005 gaat Buckler weer drummen en richt hij The Gift op met o.a. de tien jaar jongere zanger/gitarist Russell Hastings. Als Foxton komt meespelen ontstaat het idee om samen verder te gaan als From The Jam. In 2007 vieren ze het 25-jarig jubileum van de afscheidstournee en een DVD-registratie van een reeks Kerstoptredens. In 2008 toeren ze door Amerika maar ook door Australië en Nieuw-Zeeland (The Jam heeft hier nooit gespeeld vanwege een aanvaring met het Australische rugbyteam).
In het juni 2008-nummer van MOJO Magazine vertelt Weller wat hij hiervan vindt; "Foute boel; ze moeten hier onmiddellijk mee stoppen en iets anders gaan doen. Ze maken niet alleen onze reputatie kapot maar ook zichzelf; dit (circus-nummer) belichaamt alles waar we juist tegen waren". Aanvankelijk is Bucklers reactie "We hebben evenveel recht om die nummers te spelen als hij", maar op 12 september 2009 kondigt hij dan toch zijn vertrek aan omdat de lol er af is. Big Country-drummer Mark Brzizecki heeft zijn plaats ingenomen. 
Buckler is tegenwoordig manager.

### Recent
Ondertussen herstelde Weller het contact met Foxton nadat ze elkaar in 2006 tegenkwamen bij een concert van The Who. Ze steunden elkaar toen ze in 2009, respectievelijk, een vader-manager en een echtgenote verloren, en speelden mee op elkaars solo-albums. 
Een reünie bleef echter uitgesloten; zo waren Weller, Foxton en Buckler niet gezamenlijk aanwezig bij de tentoonstelling uit 2015 over The Jam.

## Discografie

### Albums
- 1977 - In the City
- 1977 - This Is the Modern World
- 1978 - All Mod Cons
- 1979 - Setting Sons
- 1980 - Sound Affects
- 1982 - The Gift

### NPO Radio 2 Top 2000
| Nummer met noteringen in de NPO Radio 2 Top 2000 | '12  | '13  | '14  | '15  | '16  | '17  |
| ------------------------------------------------ | ---- | ---- | ---- | ---- | ---- | ---- |
| Town Called Malice                               | 1067 | 1248 | 1230 | 1315 | 1480 | 1723 |

1. ↑  Een vetgedrukt getal geeft de hoogste notering aan.
2. ↑  2012 was het eerste jaar met een notering voor dit nummer.
3. ↑  Deze tabel is bijgewerkt tot en met de laatste editie (2024).